# Toenga oceanica
Toenga oceanica är en fjärilsart som beskrevs av Tindale 1954. Toenga oceanica ingår i släktet Toenga och familjen rotfjärilar. Inga underarter finns listade i Catalogue of Life.